# Gabriele Cattani
Gabriele Cattani (...) è un astronomo italiano.
Cattani ha coscoperto diversi asteroidi, insieme all'astronomo Luciano Tesi.

## Asteroidi scoperti
| 8051 Pistoria         | 13 agosto 1997   | con Luciano Tesi |
| 11625 Francelinda     | 20 ottobre 1996  | con Luciano Tesi |
| 12840 Paolaferrari    | 6 aprile 1997    | con Luciano Tesi |
| 13200 Romagnani       | 13 marzo 1997    | con Luciano Tesi |
| 14486 Tuscia          | 4 ottobre 1994   | con Luciano Tesi |
| 14964 Robertobacci    | 2 novembre 1996  | con Luciano Tesi |
| 16683 Alepieri        | 3 maggio 1994    | con Luciano Tesi |
| 23547 Tognelli        | 17 febbraio 1994 | con Luciano Tesi |
| 27917 Edoardo         | 6 novembre 1996  | con Luciano Tesi |
| 29443 Remocorti       | 13 luglio 1997   | con Luciano Tesi |
| 33010 Enricoprosperi  | 11 marzo 1997    | con Luciano Tesi |
| 39748 Guccini         | 28 gennaio 1997  | con Luciano Tesi |
| 42523 Ragazzileonardo | 6 marzo 1994     | con Luciano Tesi |
| 79212 Martadigrazia   | 6 marzo 1994     | con Luciano Tesi |
| 85439 Barbero         | 13 marzo 1997    | con Luciano Tesi |
| 152583 Saône          | 4 ottobre 1994   | con Luciano Tesi |